# Adlercreutzia caecicola
Adlercreutzia caecicola es una bacteria grampositiva del género Adlercreutzia. Fue descrita en el año 2018. Su etimología hace referencia a habitante del ciego del intestino. Anteriormente conocida como Parvibacter caecicola, descrita en el 2013. Es anaerobia estricta e inmóvil. Tiene un tamaño de 0,5 μm de ancho por 1,5 μm de largo. Temperatura de crecimiento entre 25-37 °C. Forma colonias circulares, enteras y grises tras 48 horas de incubación en agar WCA. Resistente a colistina. Tiene un contenido de G+C de 62,5%. Se ha aislado del contenido cecal de un ratón. 